# Фечау (Шпревальд)
Фечау или Ве́тошов (нем. Vetschau/Spreewald, н.-луж. Wětošow) — город в Германии, в земле Бранденбург.
Входит в состав района Верхний Шпревальд-Лужица.  Занимает площадь 110,22 км². Официальный код — 12 0 66 320.

## Административное деление
Город подразделяется на 10 городских районов:
- Гёриц (Хорице)
- Зушов (Зушов)
- Косвиг (Косойце)
- Лаазов (Лаз)
- Наудорф (Нябожкойце)
- Миссен (Пшине)
- Огрозен (Гогрозна)
- Раддуш (Радуш)
- Рептен (Герпна)
- Штрадов (Тшадов)

## Население
Входит в состав культурно-территориальной автономии «Лужицкая поселенческая область», на территории которой действуют законодательные акты земель Саксонии и Бранденбурга, содействующие сохранению лужицких языков и культуры лужичан. Официальным языком в населённом пункте, помимо немецкого, является лужицкий.
| Год  | Население |
| ---- | --------- |
| 1990 | 12 044    |
| 1995 | 11 170    |
| 2000 | 10 744    |
| 2005 | 9 616     |
| 2010 | 8 770     |
| 2015 | 8 307     |
| 2020 | 7 862     |